# Nü shu

La parola "Nüshu" scritto in lingua Nüshu (da destra a sinistra)

Il nü shu (女书 in caratteri cinesi semplificati, 女書 in caratteri cinesi tradizionali, letteralmente "libro delle donne") è una scrittura sillabica derivata dai caratteri cinesi, che era usata esclusivamente tra le donne del popolo Yao nella Provincia dello Hunan.
La lingua Nü shu è stata inclusa nello standard Unicode da giugno 2017.

## Descrizione
A differenza del cinese scritto standard, che è logografico (cioè ogni carattere rappresenta una parola o parte di una parola), il nüshu è fonetico, con ciascuno dei suoi circa 600-700 caratteri che rappresentano una sillaba. Questo è circa la metà del numero richiesto per rappresentare tutte le sillabe in Tuhua, poiché le distinzioni tonali sono spesso ignorate, rendendola "la semplificazione più rivoluzionaria e completa dei caratteri cinesi mai tentata". Zhou Shuoyi, descritto come l'unico maschio ad aver imparato la scrittura, ha compilato un dizionario che elenca 1.800 caratteri, varianti e allografi.
I tratti dei caratteri sono sotto forma di punti, trattini, virgole e archi. La frase è tradizionalmente scritta in colonne verticali che vanno da destra a sinistra, ma nei contesti moderni può essere scritta in linee orizzontali da sinistra a destra, proprio come il cinese moderno. A differenza del cinese standard, scrivere caratteri Nüshu con linee molto sottili, quasi filiformi, è visto come un segno di raffinata calligrafia.

## Descrizione storica
Le donne del popolo Yao, non abituate ad una società maschilista come quella cinese Han (la società Yao era matriarcale), dove solo gli uomini potevano partecipare alla vita politica mentre le donne dovevano condurre una vita casalinga, svilupparono questo linguaggio, sconosciuto agli uomini, che veniva cantato durante le "riunioni" delle donne in cucina. I simboli venivano anche cuciti sui vestiti, e dagli uomini venivano scambiati per decorazioni, per la loro forma tondeggiante e non squadrata come quella dei segni cinesi.
Il sistema era composto da circa 700 simboli, relativamente semplice in confronto agli antichi 71.000 del cinese e relativamente complicato per donne analfabete, cioè la maggior parte della popolazione, non solo femminile.
Gli uomini cominciarono ad interessarsi a quello strano linguaggio solo negli anni '50 del XX secolo, in cui si temeva che fossero simboli criptati di qualche rete di spionaggio, ma nonostante il governo cinese avesse chiamato i migliori esperti in materia, non si riuscì a decifrare il nü shu.
Solo negli anni '80 le donne Yao rivelarono il loro segreto, perché ormai non ne avevano più bisogno: la società cinese cominciava ad ottenere l'uguaglianza tra i sessi.
Yang Huany, l'ultima donna che scriveva correntemente questa lingua, abitante nella contea di Jiangyong, è deceduta il 20 settembre 2004, all'età di 96-98 anni.  La lingua nü shu e il luogo in cui si parlava hanno attratto investimenti stranieri per la costruzione di infrastrutture in possibili siti turistici e una sovvenzione di 209000 $ dalla Fondazione Ford per costruire un museo tematico che avrebbe dovuto aprire nel 2007.
Il compositore cinese Tan Dun ha creato una sinfonia multimediale intitolata "Nu Shu: The Secret Songs of Women" per arpa, orchestra e 13 microfilm. Tan Dun ha trascorso 5 anni conducendo ricerche sul campo nella provincia di Hunan, documentando su pellicola le varie canzoni che le donne usano per comunicare. Quelle canzoni diventano una terza dimensione per la sua sinfonia e sono proiettate insieme all'orchestra e al solista all'arpa.